# 哈克尼中央站
哈克尼中央站（英語：Hackney Central railway station）是伦敦地上铁北伦敦线的一座车站，位于伦敦的哈克尼區，属于第2收费区。

## 概況
本站啟用後，並沒有英國鐵路的雙箭頭標誌，只有倫敦地上鐵的圓形標誌。
本站與哈克尼唐斯站步行換乘通道在2015年7月開通，取代了以往換乘需要出站經過大街再進站的麻煩。

## 历史
- 1850年11月9日，本站开通，車站名稱為哈克尼站。
- 1870年12月1日，車站停用，在舊址西側啟用新車站。
- 1944年5月16日，車站關閉[6]。
- 1980年5月12日，車站重新啟用，并改為現在名稱。舊車站站舍改為酒吧和音樂場館[7]。

## 列车服务
非高峰期：
- 西行列車經海布里及伊斯灵顿站、卡姆登路站、威爾斯登交匯站至里士满站方向：每小时4班[8]
- 西行列車至克拉珀姆交汇站方向：每小时2班[8]
- 東行列車至斯特拉特福德站方向：每小时6班[8]

## 其他
为保证4编组列车在伦敦地上铁顺利运行，本站至斯特拉特福德站、福音橡站区间自2010年2月至6月1日关闭，用于安装新的信号系统。直至2011年5月，每周日仍会出现在信号升级期间导致列车班次减少的情况。